# گرگ‌ومیش: ماه نو
ماهِ نو (به انگلیسی: new moon) نام یک فیلم آمریکایی رمانتیک و علمی تخیلی است. ماه نو ادامهٔ فیلمی به نام گرگ و میش است. گرگ و میش به کارگردانی کاترین هاردویک در سال ۲۰۰۸ اکران شده بود. این فیلم بر خلاف قسمت قبل به کارگردانی کریس ویتز ساخته شده‌است.
ماه نو همچنین اقتباسی ست از رمانی با همین نام که ادامه رمان گرگ و میش هم است.
در این فیلم رابرت پتینسون همانند قسمت قبلی در نقش ادوارد کالن بازی کرده‌است و کریستن استوارت نیز در نقش بلا سوان.
ماه نو در بیست نوامبر ۲۰۰۹ اکران شد. فیلم خسوف ادامهٔ داستان این فیلم است.

## داستان فیلم
بلا اکنون ۱۸ سال دارد، و در خفا با خود نگران این موضوع است که در حالیکه او پای به سن می‌گذارد، ادوارد کماکان ۱۷ ساله خواهد ماند. عشق و علاقه آن‌ها هر روز به هم شدیدتر می‌شود. بلا خواهان تبدیل شدن به یک خون‌آشام است تا عشق ابدی ادوارد بماند. از طرفی نیز ادوارد کالن از فرط عشق بی‌حد و حصر به بِلا سوان او را ترک می‌کند (تا به او «اجازهٔ یک زندگی معمولی آدمیزادی را بدهد»). بلا دچار افسردگی شدید می‌شود.
اما در غیاب ادوارد، بلا مجبور است جای عاطفی ادوارد را تدریجاً پر کند تا از این افسردگی بیرون آید. او به همین منظور سعی می‌کند با جیکوب از خانوادهٔ دوستان قدیمی پدرش، و یک بومی سرخ‌پوست
دوست شود. جیکوب پیشنهاد دوستی او را می‌پذیرد، و هر دو مدتی را با هم سپری می‌کنند و یکدیگر را از تنهایی درمی‌آورند، لیکن ادوارد هنوز در ته دل بلا جای دارد، و از ذهنش بیرون نمی‌رود، و این موضوع او را رنج می‌دهد.
اما رفته رفته با ورود به سنین کامل بلوغ، جیکوب دچار تغییراتی تدریجی گشته‌است. او کمی تندخو شده‌است، و اکنون دارای نیروی جسمانی بسیار زیادی است، همانند ادوارد. به همین دلیل سعی می‌کند که تدریجاً از بلا دوری کند، تا مبادا از روی تندخویی‌اش بلا را ناراحت کند. اما هنگامی که خون‌آشامان دیگر (از داستان فیلم اول)، که می‌دانند ادوارد دیگر از بلا محافظت نمی‌کند، برای کشتن بلا سراغش می‌روند، ناگهان چندین گرگ غول‌پیکر به نجات بلا می‌آیند، و یکی را کشته، و خون‌آشام دیگری را به سواحل دریا فراری می‌دهند. بلا پس از مدتی متوجه می‌شود که جیکوب و قبیله‌اش در واقع یک گروه گرگینهاند. او که اکنون دل‌مردهٔ ادوارد شده‌است، اقدام به خودکشی می‌کند، اما موفق نمی‌شود.

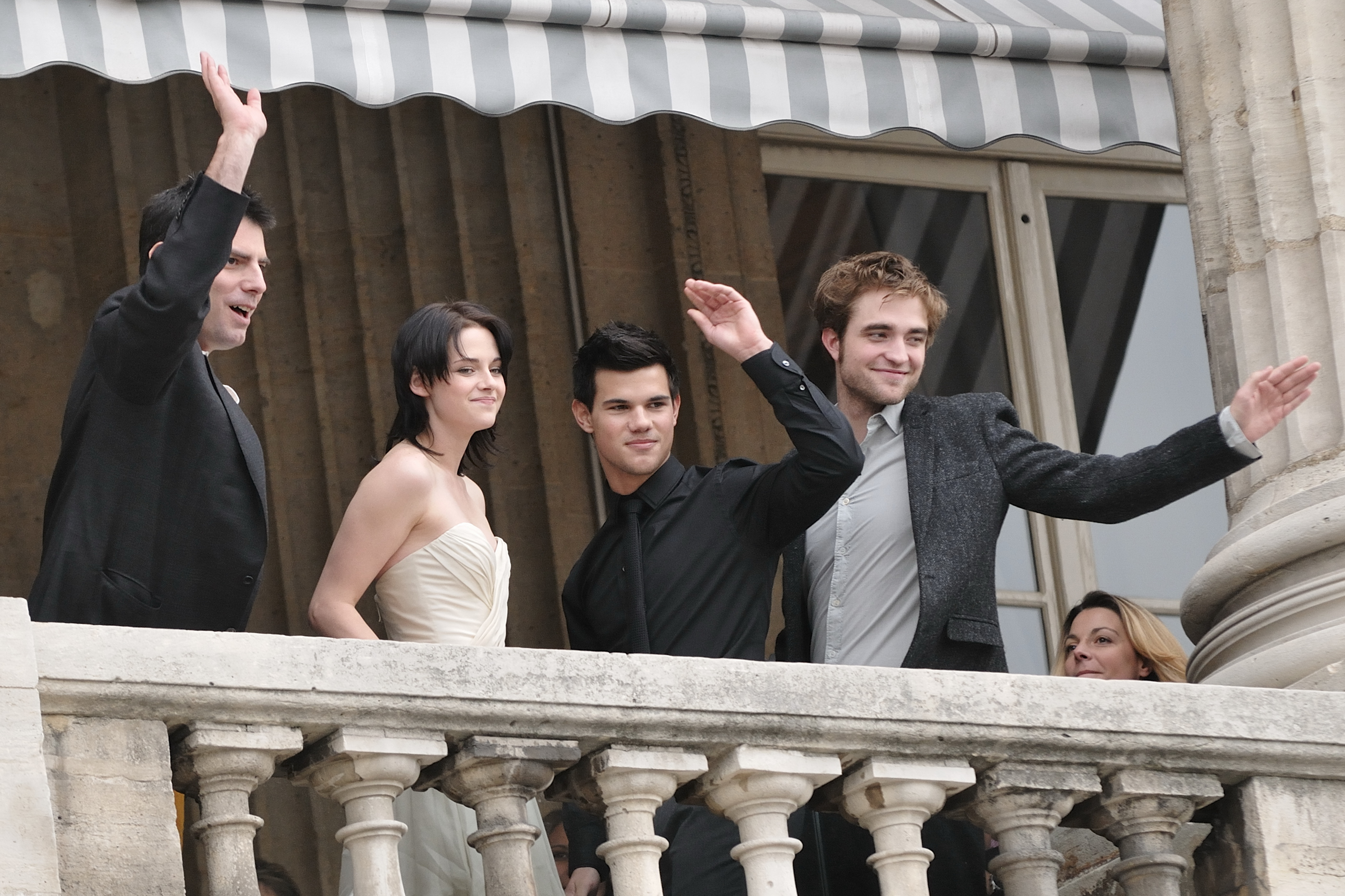
بازیگران فیلم در پاریس

در همین گیرودار، ادوارد نیز برای خودکشی، مشابهاً اقدام می‌کند، و از هیئت «ولتوری» (که گروهی قدرتمند از خون‌آشام‌های اروپایی هستند) برای خودکشی کمک می‌گیرد. وقتی بلا (از طریق خواهر ادوارد) از این موضوع مطلع می‌شود، سریعاً به ایتالیا می‌رود تا از این کار ادوارد جلوگیری کند. در آخرین لحظات، آن‌ها می‌رسند، اما ولتوری که از وجود بلا خاطر خوشی ندارند، با این شرط بلا را نمی‌کشند که ادوارد قول خون‌آشام کردن او را به آن‌ها بدهد. آن‌ها به آمریکا بازمی‌گردند، و ۳ سال برای این کار مهلت می‌گذارند (هر چند که باز ادوارد ته دلش به این کار راضی نیست).
در آخر فیلم، جیکوب نهایتاً ادوارد را با خود در جنگل رو در رو می‌کند، و بلا مجبور می‌گردد که یکی از آنان را علناً انتخاب کند. بلا ادوارد را انتخاب می‌کند، و جیکوب به صورت گرگ در جنگل‌ها ناپدید می‌شود و ادوارد به بلا می‌گوید برای تبدیل شدن توسط خودش باید با او ازدواج کند.
از نکات قابل توجهی که احتمالاً در فیلم سوم به آن پرداخته خواهد شد این است که نیروهای ثانویهٔ خون‌آشام‌ها (خواندن فکر، القای درد، و غیره) به‌طور مرموزی بر روی بلا اثر ندارند. این موضوع باعث می‌شود که ولتوری بلا را همواره از دور زیر نظر گیرند.